# Cwmbach
Cwmbach est un village et une communauté du borough de comté de Rhondda Cynon Taf, au pays de Galles.

## Géographie
Cwmbach est situé sur la rive gauche de la Cynon, à 2,5 km au sud-est de la ville d'Aberdare.
La gare de Cwmbach (en) est desservie par les trains de la branche de la Merthyr line (en) qui relie Cardiff à Aberdare.

## Démographie
Au recensement de 2011, la communauté de Cwmbach comptait 4 401 habitants.